# العلاقات الألمانية الأوغندية
العلاقات الألمانية الأوغندية هي العلاقات الثنائية التي تجمع بين ألمانيا وأوغندا.

## مقارنة بين البلدين
هذه مقارنة عامة ومرجعية للدولتين:
| وجه المقارنة                                              | ألمانيا                                                                              | أوغندا                        |
| --------------------------------------------------------- | ------------------------------------------------------------------------------------ | ----------------------------- |
| المساحة (كم2)                                             | 357.41 ألف                                                                           | 241.04 ألف                    |
| عدد السكان (نسمة)                                         | 81.29 مليون                                                                          | 42.86 مليون                   |
| الكثافة السكانية (ن./كم²)                                 | 227.44                                                                               | 177.81                        |
| العاصمة                                                   | بون، برلين                                                                           | كامبالا                       |
| اللغة الرسمية                                             | اللغة الألمانية                                                                      | لغة إنجليزية، اللغة السواحلية |
| العملة                                                    | يورو، مارك ألماني                                                                    | شيلينغ أوغندي                 |
| الناتج المحلي الإجمالي (بليون دولار)                      | 3.68 تريليون                                                                         | 25.89 مليار                   |
| الناتج المحلي الإجمالي (تعادل القوة الشرائية) بليون دولار | 3.92 تريليون                                                                         | 72.25 مليار                   |
| الناتج المحلي الإجمالي الاسمي للفرد دولار أمريكي          | 41.31 ألف                                                                            | 705                           |
| الناتج المحلي الإجمالي للفرد دولار أمريكي                 | 46.40 ألف                                                                            | 1.77 ألف                      |
| مؤشر التنمية البشرية                                      | 0.926                                                                                | 0.483                         |
| رمز المكالمات الدولي                                      | +49                                                                                  | +256                          |
| رمز الإنترنت                                              | .de                                                                                  | .ug                           |
| المنطقة الزمنية                                           | توقيت وسط أوروبا، ت ع م+01:00، ت ع م+02:00، توقيت أوروبا الوسطى المعياري (ت غ م +1) ‏ | ت ع م+03:00                   |

## مدن متوأمة
في ما يلي قائمة باتفاقيات التوأمة بين مدن ألمانية وأوغندية:
- ترتبط فيتسنهاوزن مع محافظة كايونجا [الإنجليزية]‏ باتفاقية توأمة.

## منظمات دولية مشتركة
يشترك البلدان في عضوية مجموعة من المنظمات الدولية، منها:
| علم المنظمة | اسم المنظمة                               | تاريخ انضمام ألمانيا | تاريخ انضمام أوغندا |
| ----------- | ----------------------------------------- | -------------------- | ------------------- |
|             | مؤسسة التمويل الدولية                     | 20 يوليو 1956        | 27 سبتمبر 1963      |
|             | منظمة حظر الأسلحة الكيميائية              | 29 أبريل 1997        | ?                   |
|             | يونسكو                                    | 11 يوليو 1951        | 9 نوفمبر 1962       |
|             | البنك الإفريقي للتنمية                    | ?                    | ?                   |
|             | الأمم المتحدة                             | 18 سبتمبر 1973       | 25 أكتوبر 1962      |
|             | الاتحاد الدولي للاتصالات                  | 1866                 | 8 مارس 1963         |
|             | منظمة الشرطة الجنائية الدولية             | ?                    | ?                   |
|             | البنك الدولي للإنشاء والتعمير             | 14 أغسطس 1952        | 27 سبتمبر 1963      |
|             | الاتحاد البريدي العالمي                   | 1 يوليو 1875         | ?                   |
|             | مؤسسة التنمية الدولية                     | 24 سبتمبر 1960       | 27 سبتمبر 1963      |
|             | منظمة التجارة العالمية                    | ?                    | ?                   |
|             | الفريق المعني برصد الأرض                  | ?                    | ?                   |
|             | المركز الدولي لتسوية المنازعات الاستشارية | 18 مايو 1969         | 14 أكتوبر 1966      |
|             | وكالة ضمان الاستثمار متعدد الأطراف        | 12 أبريل 1988        | 10 يونيو 1992       |

## أعلام
هذه قائمة لبعض الشخصيات التي تربطها علاقات بالبلدين:
- سافيو نسيريكو (لاعب كرة قدم ألماني، 27 يوليو 1989[34] – )
- لو بيجا (مغني ألماني، 13 أبريل 1975[35] – )
- ميلفين لورينزين (لاعب كرة قدم ألماني، 26 نوفمبر 1994[36] – )

## وصلات خارجية
- موقع وزارة الخارجية الألمانية
- موقع وزارة الخارجية الأوغندية